# 557
557 (DLVII) fue un año común comenzado en lunes del calendario juliano, en vigor en aquella fecha.

## Acontecimientos
- Los persas, aliados con tribus turcas, derrotan a los heftalitas en la batalla de Bujará.
- Cae la dinastía Wei del Oeste en China.
- II Concilio de París (Francia).
- El 14 de diciembre un terremoto de 6,4 destruye y arrasa por completo la ciudad de Constantinopla.